# Raffaelea sulcati
Raffaelea sulcati är en svampart som beskrevs av A. Funk 1970. Raffaelea sulcati ingår i släktet Raffaelea och familjen Ophiostomataceae.   Inga underarter finns listade i Catalogue of Life.